# David Sklansky
David Sklansky, född 1947, är en amerikansk pokerspelare som publicerat flera böcker om spel, i synnerhet poker men även blackjack. Hans böcker publiceras på Two Plus Two Publishing. Hans mest kända bok är The Theory of Poker i vilken han formulerat sitt berömda "fundamental theorem of poker". Medförfattare till några av hans böcker har varit Mason Malmuth, Ed Miller och Ray Zee.
Sklansky har vunnit tre armband i World Series of Poker, två stycken 1982 och ett 1983.
Han vann även Poker By The Book-invitationseventet på World Poker Tour 2004 och besegrade en bord full av pokerslegendarer, inklusive Phil Hellmuth Jr, Mike Caro, T. J. Cloutier och Mike Sexton. I turneringen besegrade han slutligen Doyle Brunson.
David Sklanskys total vinster från live-turneringar överstiger 1,4 miljoner dollar.